# Territorio federale
Un territorio federale è una circoscrizione sotto la giurisdizione diretta e solitamente esclusiva del governo nazionale di uno stato federale. Un territorio federale fa parte di una federazione, ma non di uno stato federato. Gli stati costituiscono la federazione stessa e condividono la sovranità con il governo federale, mentre un territorio non ha status sovrano ed è costituzionalmente dipendente dal governo federale.

## Territori federali in varie federazioni
- Australia:[N 1]
  -  Isola di Natale[N 2] (Capoluogo: Flying Fish Cove)
  -  Isola Norfolk[N 2] (Capoluogo: Kingston)
  -  Isole Ashmore e Cartier[N 2] (Capoluogo: nessuno)
  -  Isole Cocos (Keeling)[N 2] (Capoluogo: West Island)
  -  Isole del Mar dei Coralli[N 2] (Capoluogo: Willis Island)
  -  Isole Heard e McDonald[N 2] (Capoluogo: nessuno)
  -  Territorio Antartico Australiano[N 3] (Capoluogo: Stazione Davis)
  -  Territorio del Nord[N 4] (Capoluogo: Darwin)
  -  Territorio della Baia di Jervis[N 4] (Capoluogo: Jervis Bay Village)
  -  Territorio della Capitale Australiana[N 4] (Capoluogo: Canberra)
- Canada:
  -  Nunavut (Capoluogo: Iqaluit)
  -  Territori del Nord-Ovest (Capoluogo: Yellowknife)
  -  Yukon (Capoluogo: Whitehorse)
- India:[N 5]
  -  Andamane e Nicobare (Capoluogo: Port Blair)
  -  Chandigarh (Capoluogo: Chandigarh)
  -  Dadra e Nagar Haveli e Daman e Diu (Capoluogo: Daman)
  -  Jammu e Kashmir (Capoluoghi: Srinagar (dal maggio a ottobre) e Jammu (dal novembre a aprile))
  -  Laccadive (Capoluogo: Kavaratti)
  -  Ladakh (Capoluoghi: Leh e Kargil)
  -  Puducherry (Capoluogo: Puducherry)
  -  Territorio della Capitale Nazionale di Delhi (Capoluogo: Nuova Delhi)
- Malaysia:
  -  Kuala Lumpur (Capoluogo: Kuala Lumpur)
  -  Labuan (Capoluogo: Victoria)
  -  Putrajaya (Capoluogo: Putrajaya)
- Nigeria:
  -  Territorio della Capitale Federale (c.a.c. Abuja) (Capoluogo: Abuja)
- Pakistan:
  -  Territorio della capitale Islamabad (c.a.c. Islamabad) (Capoluogo: Islamabad)
- Russia:
  -  Sirius[N 6] (Capoluogo: Sirius)
- Stati Uniti:
  -  Atollo di Midway[N 7] (Capoluogo: Sand Island)
  -  Atollo di Palmyra[N 8] (Capoluogo: nessuno)
  -  Atollo Johnston[N 7] (Capoluogo: nessuno)
  -  Banco Bajo Nuevo[N 9] (Capoluogo: nessuno)
  -  Guam[N 10] (Capoluogo: Hagåtña)
  -  Isola Baker[N 7] (Capoluogo: nessuno)
  -  Isola di Wake[N 7] (Capoluogo: nessuno)
  -  Isola Howland[N 7] (Capoluogo: nessuno)
  -  Isola Jarvis[N 7] (Capoluogo: nessuno)
  -  Isola Navassa[N 7] (Capoluogo: nessuno)
  -  Isola Serranilla[N 9] (Capoluogo: nessuno)
  -  Isole Marianne Settentrionali[N 10] (Capoluogo: Saipan)
  -  Isole Vergini Americane[N 10] (Capoluogo: Charlotte Amalie)
  -  Porto Rico[N 10] (Capoluogo: San Juan)
  -  Samoa Americane[N 7] (Capoluoghi: Pago Pago, Fagatogo e Utulei)
  -  Scoglio Kingman[N 7] (Capoluogo: nessuno)